# Чичо Томовата колиба
„Чичо Томовата колиба“ (на английски: Uncle Tom's Cabin; or, Life Among the Lowly) е световноизвестен роман на Хариет Бичър Стоу, който допринася за напрежението, довело до Американската гражданска война. Написан през 1851-52 г., романът веднага става бестселър. Преведен е на 37 езика и само за пет години от него са продадени половин милион бройки. Първият български превод, на Димитър Мутев, е издаден в Цариград през 1858 г. под заглавие „Чичева Томова колиба“.

## История на създаването
Хариет Бичър Стоу написва книгата като протестна реакция срещу нововъведения Закон срещу бягството на роби (1850), според който помогналите на избягал роб се считат за престъпници. Моментът съвпада с лична трагедия за авторката – смъртта на едно от децата ѝ от холера. Идеята за романа „Чичо Томовата колиба“ я осенява по време на църковна служба. Внезапно тя получава видение на окъсан, измъчен роб, когото бият жестоко. По-късно казва, че романът е вдъхновен и написан от Бог.
Книгата е публикувана първо в подлистник в „Национална ера“ – вестник, ангажиран с борбата срещу робството. Сюжетът е отчасти базиран на истински случай, известен на Хариет Бичър Стоу, а също и на други подобни случаи. При писането на романа тя изпада в състояние на вдъхновение „Не можех да контролирам разказа, Бог сам го пишеше“, твърди Стоу. „Аз бях само инструмент в ръката Му. На Него трябва да се отдадат всички похвали“. Президентът Ейбрахам Линкълн се среща с Бичър Стоу и се шегува: „А, значи Вие сте малката женичка, написала книгата, от която започна голямата война!“.
По ирония на съдбата Стоу не е имала никакви намерения да подстрекава към война. Тя дори не пише открито против системата на робството, а още по-малко – срещу плантаторите от южните щати, където е разпространено използването на роби. Самата тя има лични познати сред робовладелците от южните щати и ги изобразява в благоприятна светлина. Господарите – южняци на Чичо Том се отнасят добре с него, а злодеят, който го пребива от бой, е северняк.
В романа робството се разглежда не от политическа или философска гледна точка, а от гледната точка на семейните и християнски ценности. Робството е жестоко, според Стоу, защото разделя семействата и така прекъсва естествените връзки между родители и деца и – преди всичко – защото противоречи на християнското учение. Книгата засилва напрежението между аболиционисти и робовладелци, довело до Американската гражданска война (1861–1865), с която се премахва – поне на хартия – робството на цветнокожите в Америка.

## Сюжет
В него се разказва за робството на всички чернокожи в САЩ като едни от чернокожите са Джордж Харис, Елиза Харис Том Сам, Анди и др. Един път в гостната при м-р Шелби влиза един търговец на роби – мистър Хейли. Той иска от м-р Шелби да му продаде някой от неговите роби. Първоначално Шелби не е съгласен, но под настояванията на Хейли той се съгласява да продаде чичо Том и детето на Елиза. Скоро актът за продажба бил готов, но те съвсем не подозирали, че Елиза Харис подслушва техния разговор. Тя стегнала багажа на детето си и веднага побягнала. Щом Хейли разбрал, че е загубил детето, казал на Сам и Анди (които били роби) веднага да се приготвят и да тръгнат да преследват детето. Преследването завършило разочароващо и Хейли трябвало да се задоволи само с чичо Том. Между другото при своето бягство Елиза, която също била робиня, намерила верни приятели. Именно на тях ще се спрем и ще се запознаем с тях. Те били Джордж Харис (нейният мъж), Джим и майка му (които били роби), Файниъс Майкъл и Саймън. Те потеглят на път. Изведнъж са нападнати от Том Локър, Меркс, двама полицаи и няколко негодника. След жестока битка Том Локър е тежко ранен и оцелява на косъм.

## Критика
Към достоверността на „Чичо Томовата колиба“ в САЩ са отправени нападки, въпреки че там нещата би трябвало да са познати от първа ръка. В отговор, Бичър Стоу публикува „Ключ към Чичо Томовата колиба“ (1853), в който разкрива своите документални източници.